# Fernando Brobró
Fernando Pereira de Freitas, ps. Fernando Brobró (ur. 18 lipca 1934 w Niterói, zm. 10 lutego 2006 tamże) – brazylijski koszykarz grający na pozycji rozgrywającego.

## Kariera klubowa
Brobró był wychowankiem Icaraí Praia Clube. Następnie grał w klubie Gragoatá, a potem przeszedł do Vasco da Gama. Stamtąd trafił do Flamengo, gdzie w 1962 zakończył karierę.

## Kariera reprezentacyjna
W reprezentacji Brazylii rozegrał 24 mecze i zdobył 78 punktów. Wraz z kadrą został mistrzem świata w 1959, a także wywalczył brąz igrzysk panamerykańskich w tym samym roku oraz igrzysk olimpijskich w 1960. Trzykrotnie zdobył również złoto mistrzostw Ameryki Południowej: w 1958, 1960 i 1961.

## Losy po zakończeniu kariery
Po zakończeniu kariery pracował jako adwokat. Zmarł 10 lutego 2006 w Niterói.